# Алексій II
Патріарх Але́ксій ІІ (рос. Алексий II; ім'я при народженні Олексі́й Миха́йлович Рі́дігер; рос. Алексей Михайлович Ридигер, 23 лютого 1929, Таллінн, Естонія — 5 грудня 2008, Передєлкіно) — єпископ Російської Православної Церкви; з 10 червня 1990 по 5 грудня 2008 року Святіший Патріарх Московський і всієї Русі, предстоятель Російської Православної Церкви (РПЦ). Дійсний член (академік) Російської академії освіти.

## Біографія

### Походження та ранні роки
Німецький дворянський рід фон Рюдіґерів (нім. von Rüdiger) — курляндського походження; Патріарх належить до гілки цього роду, що прийняла православ'я в XVIII столітті.
Батько майбутнього Патріарха — протоієрей Михайло Олександрович Рідіґер (28 травня 1902 — 9 квітня 1964), народився в Петербурзі, був останньою, четвертою, дитиною в шлюбі Олександра Олександровича і Аглаїди Юльївни Бальц (26 липня 1870 — 17 березня 1956). Після Жовтневого перевороту вивезений батьками до незалежної Естонії. У 1942 був рукопокладений в пресвітера (священника) в Казанському храмі Талліна митрополитом Олександром (Паулусом), первоїерархом ЕАПЦ.
Мати — Олена Йосипівна Писарєва (1902—1959), народилася в Ревелі (Таллінні), дочка розстріляного більшовиками полковника царської армії. У дитинстві Олексій неодноразово відвідував з батьками Валаамський монастир (у той час на території Фінляндії). Свою роль в приході майбутнього Патріарха до церковного служіння зіграв і енергійний настоятель Миколаївського храму в Таллінні, в якому Михайло Рідіґер служив дияконом, а юний Олексій — вівтарником, — священник Олександр Кисельов.
Вже в ранньому дитинстві, за його власним свідченням, у Олексія зародилося бажання стати священником. У 1941—1944 Олексій був вівтарником у храмах, в яких окормлялись бійці 1-ї Російської національної армії (Дивізія «Руссланд»), що діяла у складі Вермахту.
У п'ятнадцять років Олексій став іподияконом архієпископа Нарвського (згодом Талліннського і Естонського) Павла (Дмітровського). З травня 1945 року по жовтень 1946 року служив вівтарником і ключарем Олександро-Невського собору, з 1946 року служив псаломщиком в Симіонівській, а з 1947 року — в Казанській церкві міста Таллінна.
У 1947 році, з другої спроби, вступив до Ленінградської духовної семінарії. Закінчивши її в 1949, став студентом Духовної академії в Ленінграді.
Згідно з дослідженням, проведеним групою авторів і опублікованим Є. В. Комаровим, співробітником Московської Патріархії в 1987—1995, 11 квітня 1950 року, в Світлий Вівторок, студент 1-го курсу Академії Олексій Рідіґер вінчався шлюбом з Вірою Георгіївною Алексєєвою (Мянник по другому чоловікові), дочкою о. Георгія Алексєєва, настоятеля Олександро-Невського собору в Таллінні (згодом архієпископ Іоанн, Горьківський і Арзамаський). Опубліковане донесення інспектора Академії Льва Н. Парийского († 23.11.1972) місцевому уповноваженому Ради у справах РПЦ пояснює квапне протиканонічне (Гл. 50 Номоканона) браковенчаніє необхідністю термінового висвячування з метою ухилення від служби в армії.
15 квітня 1950 року Ленінградський митрополит Григорій (Чуков) висвятив його в диякона, а 17 квітня 1950 року — в священника і призначив настоятелем Богоявленського храму в естонському місті (Їхві) (ест. Jõhvi) Талліннської єпархії.

## Звинувачування в співпраці з КДБ
Патріарха Алексія ІІ звинувачують у співпраці з КДБ Радянського Союзу, включаючи Глеба Якуніна та Євгенію Альбатс, вони обидвоє мали доступ до архівів КДБ. У 1990-х роках отримав розголос персональний матеріал про агента «Дроздова», завербованого 28 лютого 1958 року «на патріотичних почуттях для виявлення і розробки антирадянського елементу з числа православного духівництва», — із звіту 4-го відділення КДБ ЕРСР про агентурну роботу за 1958 рік, який, на думку відповідального співробітника Державного архіву Естонії Індрека Юрьо (ест. Indrek Jurjo), вказує на Рідіґера Олексія Михайловича, у той час парафіяльного священника. Згідно з дослідженням Крістофера Ендрю і Василя Мітрохина The Mitrokhin Archive, в 1975 році О. Рідіґер заснував громаду «Родіна» (рос. «Родина»), яка виконувала функцію прикриття для діяльності КДБ; діяльність «Родіни» курувалося офіцером ПГУ КДБ СРСР П. І. Васильєвим.

## Вшанування пам'яті
Одразу по смерті патріарха Законодавчі збори Карелії ухвалили рішення про перейменування одного з островів Валаамського архіпелагу в Ладозькому озері в острів патріарха Алексія II. Ініціатива перейменування острова належить опікунській раді ставропігіального Валаамського Спасо-Преображенського чоловічого монастиря, священноархімандритом якого був покійний патріарх. Алексій II неодноразово приїжджав в Карелію, і вніс значний внесок у зміцнення православ'я в північному краю і відродження Валаамської обителі.

## Виноски
1. 1 2  Deutsche Nationalbibliothek Record #119140950 // Gemeinsame Normdatei — 2012—2016.
2. 1 2  Find a Grave — 1996.
3. ↑  Сорок днів тому спочив у Бозі Предстоятель Руської Православної Церкви Святіший Патріарх Московський і всієї Русі Алексій ІІ. Промова Блаженнішого Митрополита Київського і всієї України Володимира до учасників зібрання делегатів Української Православної Церкви На Помісний Собор РПЦ
4. 1 2  Confirmed: Russian Patriarch Worked with KGB, Catholic World News, 29-12-2007 (англ.)
5. 1 2  Russian Patriarch 'was KGB spy' — The Guardian, 13 лютого 1999 (англ.)
6. ↑  Chekists in Cassocks: The Orthodox Church and the KGB — by Keith Armes, Demokratizatsiya (англ.)
7. ↑  The Russian Orthodox Church under Patriarch Aleksii II and the Russian State: An Unholy Alliance? — by Leslie L. McGann, Demokratizatsiya (англ.)
8. ↑  Christopher Andrew and Vasili Mitrokhin, The Mitrokhin Archive: The KGB in Europe and the West, Gardners Books (2000), ISBN 0-14-028487-7 (англ.)
9. ↑  Yevgenia Albats and Catherine A. Fitzpatrick. The State Within a State: The KGB and Its Hold on Russia — Past, Present, and Future. 1994. ISBN 0-374-52738-5, page 46. (англ.)
10. ↑  Konstantin Preobrazhenskiy — Putin's Espionage Church, an excerpt from a forthcoming book, «Russian Americans: A New KGB Asset» by Konstantin Preobrazhenskiy (англ.)
11. ↑  Російська православна Церква і спецслужби [Архівовано 31 серпня 2017 у Wayback Machine.] — Експрес, 21.04.2015
12. ↑  Путіністи в рясах: На краю церковного «вулкану» [Архівовано 31 серпня 2017 у Wayback Machine.] — Zaxid.net, 15 грудня 2015
13. ↑  У патріарха Алексія II залишилося в банку $4,5 мільйона спадку [Архівовано 31 серпня 2017 у Wayback Machine.] — Zik.ua, 6 грудня, 2016
14. ↑  Suzanne Sataline. Cold War Lingers At Russian Church In New Jersey — Wall Street Journal 18 липня 2007 (англ.)
15. ↑  23 лютого в історії [Архівовано 31 серпня 2017 у Wayback Machine.] — ТСН, 23 лютого 2011